# آتشو چوبار (بوتان)
آتشو چوبار (به لاتین: Atsho Chhubar) یک منطقهٔ مسکونی در کشور بوتان است که در استان پارو و در بخش غربی این کشور واقع شده‌است.